# گرادیوا (داستان)
گرادیوا رمانی به قلمِ ویلهلم ینسن است که ابتدائاً در حواشیِ اول ژوئن تا بیستم جولایِ ۱۹۰۲ روزنامهٔ وینیِ «Neue Freie Presse» منتشر شد. این اثر از نقش‌برجسته‌ای رومی به همین نام الهام گرفته شد و مبنایی برای مطالعهٔ معروف زیگموند فروید در سال ۱۹۰۷ به نام «هذیان و رؤیا در گرادیوایِ ینسن» گَشت. فروید صاحبِ نسخه‌ای از این نقش‌برجسته بود که در سال ۱۹۰۷ با شَعف آن را در موزه‌های واتیکان مشاهده کرده بود. این نسخه را می‌توان روی دیوار اتاقش (که دَرَش درگذشت و اینک به عنوان موزهٔ فروید در لندن شناخته می‌شود) یافت.

## داستان
داستان پیرامونِ یک باستان‌شناسِ بی‌احساس به نام «نوربرت هانولد» است که ناگهان با زنِ درونِ نقش‌برجسته‌ای که در موزه‌ای در رم می‌بیند و مخصوصاً با نحوهٔ گام‌برداشتنِ آن زن و حالتِ پای عقبِ او، اشتغالِ ذهنی می‌یابد. او آن زن را «گرادیوا» می‌نامد که به لاتین «قَدَم‌زَن» (اویی که گام برمی‌دارد). پس از بازگشت به آلمان، او کپی‌ای از نقش‌برجسته را در اتاق کارش به دیوار آویزان می‌کند و هر روز به آن می‌اندیشد. او احساس می‌کند که رفتار آرام و ساکتِ زن متعلق به رم شلوغ و جهان‌وطنی نیست، بلکه متعلق به یک شهرِ کوچکتر است و به دلش می‌افتد که دخترِ نقش‌برجسته، در حال راه رفتن بر مَعبری در شهر پمپئی است. مَعبری عرضی مانند خطوط عابر پیاده که بینشان شیار وجود دارد و برای جلوگیری از گِل‌آلودشدنِ پاها تعبیه شده‌اند. به نظرِ او این دختر را در حالِ جهیدن از روی شیارهاست. اندکی پس از آن، هانولد در خواب می‌بیند که او را در زمان به عقب برده‌اند تا با این دختری که راه‌رفتنِ خاصش او را مجذوبِ خود کرده، ملاقات کند. هانولد، او را مانندِ تصوراتِ پیش‌ترش، در حال قدم زدن در خیابان‌های پمپئی می‌بیند در که ناگهان خاکستر داغِ وزوویوس، شهر و طبعاً دختر را در سال ۸۹ پس از میلاد، فرو می‌برد. او از خواب برمی‌خیزد و متوجهِ هیاهوی مردم خیابان می‌شود که متناظر با هیاهوی مردم پمپئی در خوابش بوده.
این رؤیای خارق‌العاده و این ایدهٔ ناشی از آن که گرادیوای ذهنِ او واقعیت دارد، هانولد را به سفری واقعی به رم، ناپل و در نهایت پمپئی هدایت می‌کند، جایی که به‌طور شگفت‌انگیزی، او گرادیوای نقش برجسته‌اش را می‌بیند که آرام و شناور از روی سنگ‌های گدازه‌ای قدم می‌زند. دخترک را دنبال می‌کند، او را گم می‌کند، سپس او را می‌بیند که روی پله‌های پایین، بین دو ستون نشسته است. هانولد ابتدا گمان می‌کند که توهم زده است اما متوجه می‌شود که یک مارمولک هم متوجهِ حضورِ گرادیوا شده و از گرادیوا می‌گریزد؛ این باعث شد هانواد گمان کند که گرادیوا، واقعی است. هانولد به زبان لاتین به گرادیوا سلام می‌کند و دختر جواب می‌دهد: «اگر می‌خواهی با من صحبت کنی، باید به آلمانی صحبت کنی.»، قتی هانولد ماجرای نقش‌برجسته و رؤیایش را برای دختر می‌گوید ادختربی نکه بفهمد به او می‌نگرد، بلند می‌شود و می‌رود. هانولد به دنبال او صدا می‌زند: «فردا در ساعت ظهر دوباره به اینجا می‌آیی؟» اما او برنمی‌گردد، جوابی نمی‌دهد و چند لحظه بعد در گوشهٔ دیواری ناپدید می‌شود. هانولد با عجله دنبالش می‌رود، اما او هیچ جا دیده نمی‌شود. آنچه در پِی می‌آید، تلاش او برای تعیین این است که آیا زنی که دیده، واقعی است یا یک توهم است.
هانولد به دنبال دخترک، در دو هتلِ شهر با نام‌های «سوئیس» و «دیومِن» کند و کار می‌کند اما گرادیوا را در آنجا نمی‌یابد. روز بعد دوباره به سمت محل ملاقات اولیه حرکت می‌کند. در راه یک شاخه از «سوسن وحشی» (آسفُدِل) برای هدیه به گرادیوا برمی‌چیند. دوباره گرادیوا را می‌بیند و گل را هدیه می‌دهد و دوباره با گرادیوا سخن می‌گوید و ماجرای رؤیاهاش را برایش تعریف می‌کند. نامِ دختر را می‌پرسید و دختر جواب می‌دهد: «نام من گرادیوا نیست؛ نامم «زُئی» است.» گرادیوا (همان زُئی) دوباره غیبش می‌زند ولی این بار دفترچه‌ای از تو به جای مانده که برخلافِ انتظارِ هانولد که توقع داشت از گرادیوا به عنوان یک انسانِ عهدِ باستان یک شیءِ تاریخی به جای مانده باشد، محتوایی امروزی در دفترچه دیده می‌شود. هانولد گرادیوا را دنبال می‌کند و این بار متوجه می‌شود که او در دیوار ناپدید نشده و بلکه از باریکه‌ای عبور کرده است. این مسئله به هانولد قوت قلب می‌دهد که توهم نزده است و گرادیوا یک شخصیت واقعی است.
هانولد در مسیر برگشت به یک جانورشناس برمی‌خورد که برای مطالعه بر روی خزندگان، درحالِ شکار مارمولک‌هاست. هانولد یک هتلِ سِوُّم هم می‌یابد با نام «آلبرگو دِلسوله». از از فروشندهٔ هتل می‌شنود که می‌گوید در گذشته در این هتل پژوهش‌های باستان‌شناختی انجام شده و اجسادِ یک زوجِ درحالِ بوسه کشف شده است. هانولد احتمال می‌دهد که یکی از این اجساد گرادیوا بوده است و دیگری معشوقِ او. هتل‌دار همچنین می‌گوید که یک سنجاق سَر هم در بین کشفیات وجود داشته و اینک در اختیارِ اوست. هانولد سنجاق‌سر را از هتل‌دار می‌خرد اما نسبت به اصالتِ قدمتِ آن نامطئن بود. هانولد در راه خروج از هتل یک جامْ سوسن وحشی می‌بیند و این منظره می‌شود مطمئن شود که سنجاق‌سَر، اصل است! هانولد دوباره خواب می‌بیند که «گرادیوا جایی در آفتاب در حالِ شکارِ مارمولک‌ها نشسته است».
هانولد در روز بعد دوباره به محل همیشگی ملاقات می‌رود و براساسِ اخباری که از اجسادِ یافت‌شده در هتل شنیده بود نسبت به وضعیتِ تأهلِ گرادیوا حساس بود. هانولد در مسیر یک زوج می‌بیند و برعکسِ همیشه که از دیدنِ اَزواج متنفر بود احساسِ تنفر نمی‌کند و با خود می‌گوید شاید اصلاً خواهر و برادر اند. این بار یک گل رُز برای گرادیوا می‌چیند. هانولد تصمیم می‌گیرد این بار به گونه‌ای گرادیوا را لمس کند تا مطمئن شود او روح نیست و جِسم دارد. او در ملاقات با گرادیوا به بهانهٔ کشتنِ مَگَس یک ضربه به دست گرادیوا می‌زند و خوشحال می‌شود که گرادیوا تخیلی نیست و گرادیوا در واکنش به ضربتِ هانولد با تعجب می‌گوید: «این چه کاری است که می‌کنید نوربرت هانولد؟!» هانولد از اینکه گرادیوا او را می‌شناسد شگفت‌زده می‌شود چراکه قبلاً نامش را به گرادیوا نگفته بود و مجدداً از اینکه شاید همهٔ این‌ها خواب است مأیوس می‌گردد اما باز در ادامه با دوستانِ گرادیوا آشنا می‌شود که خیالِ هانولد از واقعی‌بودنِ گرادیوا را راحت می‌کند.
در نهایت هانولد از گرادیوا می‌پرسد که: «تو من را چگونه می‌شناسی؟» گرادیوا در پاسخ با تعجب می‌گوید: «یعنی من را به خاطر نداری؟ من زُئی بِرْت‌گانْگ هستم … در کودکی همبازی بودیم و تو عاشقِ من شده بودی … آیا پدرم ریچارد برت‌گانگ، جانورشناسِ معروف را به خاطر نداری؟» که باعث می‌شود نوربرت هانولد خاطراتِ سرکوب‌شدهٔ کودکی‌اش را به خاطر بیاورد که بله، او قبلاً زُئی برت‌گانگ (گرادیوا) را می‌شناخته است و جانورشناسی که در راه ملاقاتش کرده بود هم پدرِ زُئی بوده است.

## فیلم‌ها
در سال ۱۹۷۰، جورجو آلبرتاتسی بازیگر و فیلمساز ایتالیایی فیلمی با عنوان Gradiva را بر اساس رمان ینسن ساخت که لائورا آنتونلی در نقش گرادیوا بود. آلبرتاتسی بیشتر به خاطر بازی در نقشِ قهرمانِ مَردِ فیلمِ سال گذشته در مارین‌باد، نوشته آلن رب گریه، که خودش در سال ۲۰۰۲ فیلمی بر اساس رمان جنسن کارگردانی کرد، شناخته می‌شود.
در سال ۲۰۰۶، نویسنده و فیلمساز فرانسوی آلن رب گریه فیلمی با عنوان C'est Gradiva Qui Vous Appelle (این گرادیوا است که تو را صدا می‌زند) منتشر کرد که تقریباً بر اساس این رمان بود، اگرچه به زمان‌های اخیر به روز شده بود. این فیلم با یک مورخ هنر انگلیسی شروع می‌شود که در مراکش در حال تحقیق در مورد نقاشی‌ها و طراحی‌هایی است که هنرمند فرانسوی اوژن دلاکروا (1798) – ۱۸۶۳) در بیش از یک سدهٔ گذشته زمانی که او به عنوان بخشی از یک مأموریت دیپلماتیک به کشور سفر کرده بوده، منتشر کرده است. شخصیت، با دیدن یک زنِ بلوند زیبا و مرموز (گرادیوا) با لباس‌های روان که در کوچه‌پس‌کوچه‌های مراکش می‌چرخد، وسوسهٔ نیاز به ردیابیِ او را در خود احساس می‌کند.

## تفسیر و تحلیلِ فروید
زیگموند فروید اعمال و رویاهای این باستان‌شناسِ جوان را در مطالعهٔ خود در سالِ ۱۹۰۸ با عنوانِ «Der Wahn und die Träume in W. Jensens Gradiva»، تحلیل کرد. مطالعهٔ فروید این رمان را از گمنامی نجات داد و گرادیوا را به شخصیتِ اسطوره‌ایِ مدرن تبدیل کرد. این تحلیل فروید یکی از نخستین تحلیل‌های او از یک اثر ادبی است. فروید صاحب یک نسخه از این نقش‌برجسته بود که در اتاق کارش که اکنون جزوِ موزه فروید محسوب می‌شود آویزان شده است. نامه‌های اخیراً کشف‌شده نشان می‌دهند که فروید با ینسن مکاتبه داشته است.
فروید به صورت کلی این داستان را منطبق بر آراءِ خود یافت. فروید باور داشت انسان در دوران کودکی بهره‌مند از انوعِ اَمیال و کشش‌های متنوعِ جنسی است و در حینِ بزرگ‌شدنْ یکسری سازوکارهای دفاعی‌ای متأثر از فرهنگ و تمدن در ذهن و افکار انسان به وجود می‌آید که بخش عظیمی از این سکسوالیته را سرکوب می‌کنند و در نهایت آنچه از انسان می‌ماند انسانِ شناخته‌شده و مرسومِ دگرجنس‌گرا است. (حالات دیگر را انحراف می‌شمرد) فروید همچنین باور داشت که اَمیالِ جنسی کودکانه پس از یک دورهٔ سرکوب دوباره در دوران بلوغ بازشناسی می‌شوند و در کیفیت و کمیتِ عواطفِ دوران پس از بلوغ تأثیر می‌گذارند. فروید در تفسیرش معتقد است که برای شخصیتِ هانولدِ این داستان هم چنین اتفاقی افتاده. هانولد در کودکی نسبت به زُئی بِرْت‌گانْگ و مخصوصاً شیوهٔ گام‌برداشتنِ او (فَتیش) احساساتِ اروتیکی داشت که عذاب‌وجدانِ ناشی از این افکارِ تابو او را به سرکوبِ علاقه‌اش به زُئی و خاطراتِ او سوق داد و در نهایت از هانولد مَردی ساخت بی‌میل به زنان و احساساتِ اینچنینی که خود را در درس و مطالعه حبس کرده بود. تا اینکه تماشای این نقش‌برجسته فرایندی را آغاز کرد که در نهایت به بیرون‌آمدنِ افکار و خاطراتِ سرکوب‌شده انجامید.

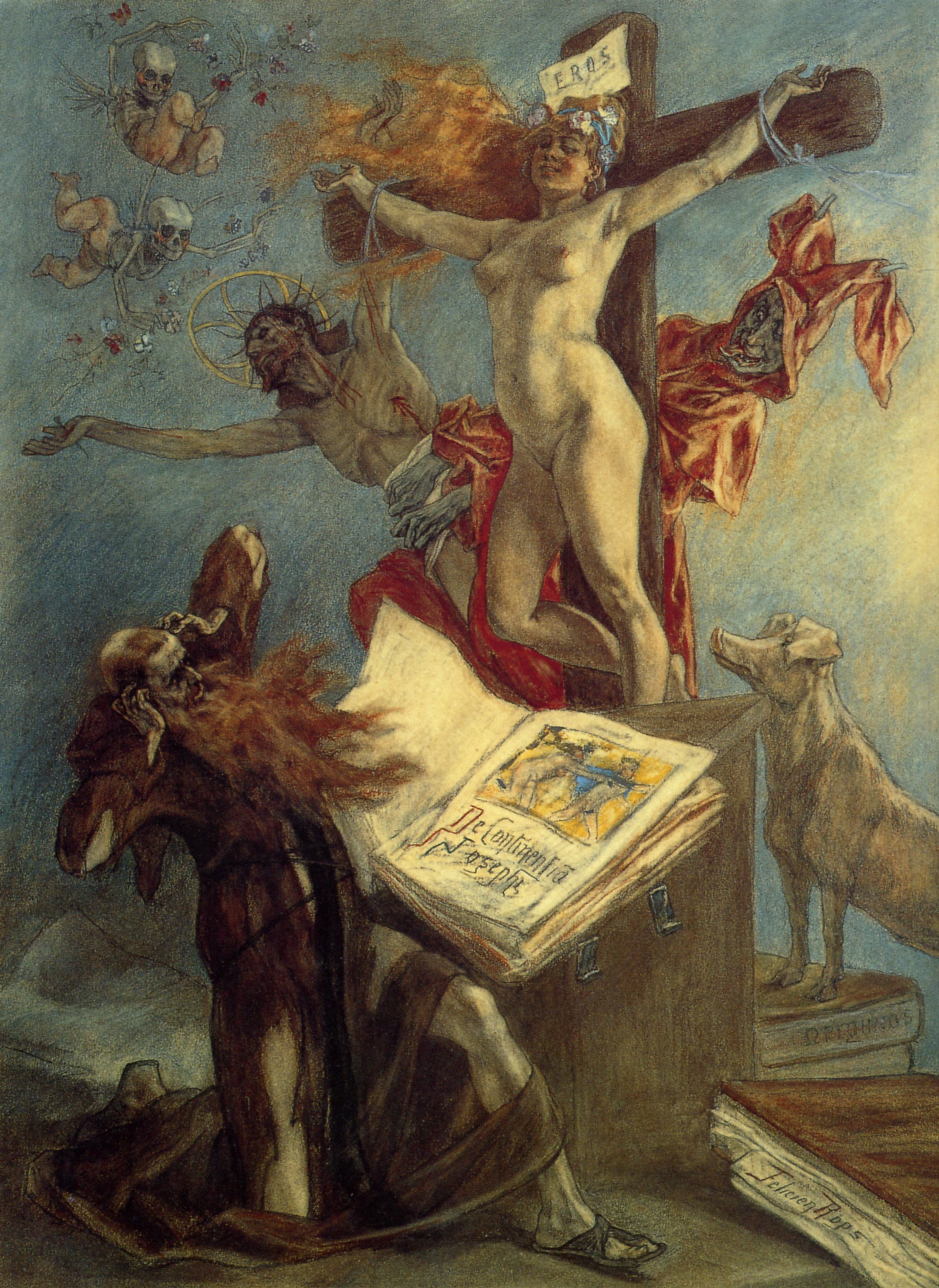
فروید در ذکرِ گریزناپذیری از افکار ناخودآگاه و حتمیتِ بازشناسایی افکار سرکوب‌شدهٔ کودکی در بزرگسالی یک جملهٔ معروف لاتینی را می‌گفت که: «طبیعت را شاید بتوان با چنگگ [از ذهن و روان] بیرون کرد اما دوباره باز خواهد گشت» و این نقاشیِ «وسوسه سنت‌آنتونی» (۱۸۷۸) از فلیسین روپس را مثال می‌زد که در آن آنتونی بزرگ هر چه می‌کوشد عیسی را بر صلیب ببیند و توجهش به معنویات باشد، باز هم یک زنِ عُریان جای عیسی را می‌گیرد و شهوت که طبیعت انسان است بر معنویات غلبه می‌یابد.

فروید همچنین برخی از عناصر داستان را هم به صورت نمادین حاویِ یک پیام از افکارِ سرکوب‌شدهٔ هانولد می‌دانست و آن‌ها را تفسیر می‌کرد: برای نمونه فروید در شرح وقایعِ خوابِ نخستِ هانولد که «پس از بیدارشدن مشخص می‌شود که سروصدایِ مردم شهر پمپئی درون خواب، صدای مردم خیابان بیرون از خانهٔ هانولد بوده است» به نظریات پیش‌ترش در کتاب «تفسیر خواب» اشاره می‌کند که گفته بود محرک‌های بیرونی می‌توانند وارد خواب شوند و عناصر رؤیا را تشکیل دهند. فامیلیِ زُئی که عبارت است از «بِرْت‌گانْگ» در آلمانی یعنی «خوش‌قدم» که به شکل واژهٔ «گرادیوا» از ناخودآگاه هانولد در افکار متبلور شد. فروید در کتاب «تفسیر خواب» گفته بود افکار سرکوب‌شده، درون رؤیاها به حالت‌های متفاوتی بُروز می‌یابند. تحولِ روانیِ هانولد در این مسیر نیز مورد توجه فروید بوده است. هانولد از انسانی بی‌عاطفه که حالش از دیدن زوج‌های عاشق به هم می‌خورد و «سوسن وحشی» که نماد مرگ است را برای گرادیوا می‌بُرد به مردی تبدیل شد که از متأهل‌بودنِ احتمالی گرادیوا احساس حسادت کرد و نفرتش از زوج‌ها کمتر شد و بعدتر «رُز» که نماد عشق و طراوت است را برای گرادیوا هدیه برد. تفسیرِ فروید از ماجرای خرید سنجاق از هتل‌دار و مشاهدهٔ گلدان سوسن وحشی این است که آن سوسن‌های وحشی همان سوسن‌هایی هستند که روز قبلش هانولد به گرادیوا داده بوده و گرادیوا آن‌ها را آنحا گذاشته بوده است و در آنجایی هانولد با دیدن آن سوسن‌ها نتیجه گرفت که سنجاق‌سر اصل است، سنجاق‌سر استعاره از خود گرادیوا بوده است؛ یعنی هانولد با دیدن سوسن‌هایی که به گرادیوا داده بوده است مطمئن می‌شود که گرادیوا در همان هتل است. اما چون هنوز میل به سرکوبِ امیال در هانولد زنده است او این اطمینان را به صورت استعاره‌ای و غیر مستقیم بیان می‌کند. فروید آن خواب هانولد که بعد از ماجرای هتل دید و در آن گرادیوا را درون خورشید دیده بود را علامتی دیگر از این اطمینان می‌دانست. نام هتل «آلبرگو دلسوله» (به معنای «هتل آفتاب») بود که «سول» یعنی خورشید. گرادیوای درونِ خورشید استعاره‌ای از این است که گرادیوا در هتلِ آفتاب است.
از طرف دیگر فروید در پاسخ به این پرسش که «چطور ممکن است داستانی که ینسن نوشته اینچنین منطبق بر نظریات فروید باشد؟» پاسخ می‌داد که الگویی که برای تبیینِ عملکرد مغز ارائه کرده است، خروجیِ هر ذهنی که آزاد و سَیّال گذاشته شده باشد خواهد بود. طبق ادعای فروید، یک هنرمند یا یک نویسنده هنگامی که ذهنش را در آفرینشِ اثرش آزاد و سَیّال رها کرده باشد، آنچه حاصل می‌شود طبقِ نظریات فروید پدیده‌ای متشکل از عناصر خودآگاه و ناخودآگاه بوده و براساسِ نظریهٔ ناخودآگاهِ فروید قابل تفسیر خواهد بود.
فروید می‌گفت در این داستان، زُئی برت‌گانگ برای هانولد حکمِ روان‌کاو را داشته است تا آن بخش افکار سرکوب‌شده‌اش را حلاجی کند.